# یواس‌اس ناتاسکت (۱۸۶۷)
یواس‌اس ناتاسکت (۱۸۶۷) (به انگلیسی: USS Nantasket (1867)) یک کشتی بود که طول آن ۲۰۶ فوت (۶۳ متر) بود. این کشتی در سال ۱۸۶۷ ساخته شد.